# Moustafa Kejo
Moustafa Kejo el-Mekawi (in arabo مصطفى المكاوي‎?; Il Cairo, 22 ottobre 1994) è un cestista egiziano.

## Carriera
Con l'Egitto ha disputato i Campionati mondiali del 2014 e due edizioni dei Campionati africani (2017, 2021).